# Dennis Gaitsgory

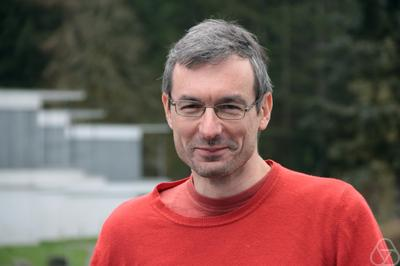
Dennis Gaitsgory

Dennis Gaitsgory (* 1973 in Chișinău, Moldawien) ist ein israelisch-US-amerikanischer Mathematiker, der sich mit geometrischer Darstellungstheorie beschäftigt (zum Beispiel dem sogenannten geometrischen Langlands-Programm). Seit 2021 ist er Direktor am Max-Planck-Institut für Mathematik in Bonn.
Gaitsgory wurde im Gebiet der heutigen Republik Moldau geboren und wuchs in Tadschikistan auf. Er studierte ab 1990 an der Universität Tel Aviv, wo er 1997 bei Joseph Bernstein promovierte (Automorphic Sheaves and Eisenstein Series). 1996/1997 und 1998/99 war er am Institute for Advanced Study. Ab 2001 war er Associate Professor an der University of Chicago und ab 2005 Professor an der Harvard University, wo er auch 1997 Junior Fellow war.
Er ist bekannt für seine Arbeiten im geometrischen Langlands-Programm. Mit Edward Frenkel und Kari Vilonen bewies er 2000 die geometrische Langlands-Vermutung für Kurven über endlichen Körpern, erweitert 2002 auf den Fall von Kurven über komplexen Zahlen (Körper der Charakteristik 0).
2002 bis 2004 war er Clay Research Fellow. 2000 gewann er den EMS-Preis. 2002 war er Invited Speaker auf dem Internationalen Mathematikerkongress in Peking (Geometric Langlands correspondence for {\displaystyle GL_{n}}). Er war Clay Senior Scholar im Frühjahr 2019. Gaitsgory wurde 2020 in die National Academy of Sciences gewählt.
2025 wird Gaitsgory mit dem hochdotierten Breakthrough Prize in Mathematics ausgezeichnet: „Für seine grundlegenden Arbeiten und zahlreiche bahnbrechende Beiträge zum geometrischen Langlands-Programm und seiner Quantenversion; insbesondere für die Entwicklung des abgeleiteten algebraischen Geometrieansatzes und den Beweis der geometrischen Langlands-Vermutung [für Charakteristik] 0“.

## Werke (Auswahl)
- mit E. Frenkel, D. Kazhdan, K. Vilonen: Geometric realization of Whittaker functions and the Langlands conjecture. J. Am. Math. Soc. 11, No. 2, 451–484 (1998).
- Construction of central elements in the affine Hecke algebra via nearby cycles. Invent. Math. 144, No. 2, 253–280 (2001).
- mit E. Frenkel, K. Vilonen: Whittaker patterns in the geometry of moduli spaces of bundles on curves. Ann. Math. (2) 153, No. 3, 699–748 (2001).
- mit E. Frenkel, K. Vilonen: On the geometric Langlands conjecture. J. Am. Math. Soc. 15, No. 2, 367–417 (2002).
- mit A. Braverman: Geometric Eisenstein series. Invent. Math. 150, No. 2, 287–384 (2002).
- On a vanishing conjecture appearing in the geometric Langlands correspondence. Ann. Math. (2) 160, No. 2, 617–682 (2004).
- mit E. Frenkel: Localization of 𝔤-modules on the affine Grassmannian. Ann. Math. (2) 170, No. 3, 1339–1381 (2009).
- Contractibility of the space of rational maps. Invent. Math. 191, No. 1, 91–196 (2013).
- mit J. Lurie: Weil’s conjecture for function fields: volume I. Annals of Mathematics Studies 199. Princeton, NJ: Princeton University Press, 2019.

## Verweise
1. ↑  Hier Online (Memento vom 5. Mai 2006 im Internet Archive)
2. ↑  Dennis Gaitsgory im Mathematics Genealogy Project (englisch)  abgerufen am 3. April 2024
3. ↑  Zu der er durch eine Vorlesung von Alexander Beilinson in Tel Aviv geführt wurde
4. ↑  Gaitsgory, Frenkel, Vilonen, On the geometric Langlands conjecture, 2001, Preprint (Memento vom 4. Mai 2008 im Internet Archive)
5. ↑  Gaitsgory, Frenkel, Vilonen, On a vanishing conjecture appearing in the geometric Langlands correspondence, Preprint 2004 Annals of Mathematics, Bd. 160, 2004, S. 617–682 (Seite nicht mehr abrufbar, festgestellt im April 2023. Suche in Webarchiven)
6. ↑  Meldung der Max-Planck-Gesellschaft vom 6. April 2025 (abgerufen am 6. April 2025).
7. ↑  Website des Mathematics Breakthrough Prize
8. ↑  Ulf von Rauchhaupt: Das Understatement des Jahrhunderts, in: FAZ vom 7. April 2025, S. 12 (Ausführliche Würdigung des Preisträgers)

| Personendaten    | Personendaten                             |
| ---------------- | ----------------------------------------- |
| NAME             | Gaitsgory, Dennis                         |
| KURZBESCHREIBUNG | israelisch-US-amerikanischer Mathematiker |
| GEBURTSDATUM     | 1973                                      |
| GEBURTSORT       | Chișinău                                  |